# Obnovljiva energija
Obnovljiva energija je energija stvorena iz prirodnih izvora, poput sunčeve svjetlosti, vjetra, kiše, valova i geotermalne topline koji su obnovljivi (prirodno iznova punjivi). Tehnologije obnovljivih izvora energije uključuju sunčevu energiju, snagu vjetra, hidroenergiju, energiju biomase i biogoriva. Gotovo sva obnovljiva energija dolazi od Sunca. Sunce prema Zemlji zrači oko 5,25 kWh/m2 na dan (Sunčeva konstanta je 1,366 kW/m2). Nakon stoljeća korištenja energije fosilnih goriva, danas se globalna slika mijenja, a obnovljiva energija se sve više smatra jednim od ključnih čimbenika budućeg razvoja Zemlje.
U 2006. godini oko 18% ukupno potrošene energije proizlašlo je iz obnovljivih izvora energije, pri čemu 13% otpada na tradicionalnu biomasu (spaljeno drvo). Snaga vode je sljedeći najveći obnovljivi izvor s 3%, a topla voda (grijanje) slijedi s 1,3%. Iz novih tehnologija poput geotermalne energije, energije vjetra, Sunca i oceana zajednički je iskorišteno 0,8% od ukupno potrošene energije. Tehničke mogućnosti za njihovu uporabu je velik, premašujući sve ostale već dostupne izvore, te su bili preporučeni kao prvenstveni izvori.
Tehnologije obnovljivih izvora energije su katkad kritizirane zbog toga što su isprekidane (nekontinuirane) ili neugledne, a unatoč tome tržište još uvijek raste za mnogo oblika obnovljivih izvora energije. Snaga vjetra se povećava 30% godišnje uz globalno instalirane kapacitete od 100 GW i široko je upotrebljavana u nekoliko država Europske unije i Sjedinjenim Američkim Državama. Proizvodni izlaz fotonaponske industrije dostignula je više od 2000 MW i fotonaponske elektrane su posebno popularne u SAD-u, Njemačkoj, Španjolskoj, a u zadnje vrijeme i Kini. Sunčeve termoelektrane se koriste u Sjedinjenim Američkim Državama i Španjolskoj, pri čemu najveća od njih proizvodi 354 MW i nalazi se u pustinji Mohave. Najveća svjetska geotermalna elektrana je Geysers u Kaliforniji te ima kapacitet od 1517 MW. Brazil ima jedan od najvećih svjetskih programa uporabe energije obnovljivih izvora koji uključuje proizvodnju bioetanola iz šećerne trske i trenutno etanolno gorivo čini 18% brazilskog automobilskog goriva. Ono je također je dostupno i u Sjedinjenim Američkim Državama.
Bez obzira na to što na veliko postoje mnogi projekti i proizvodnja energije iz obnovljivih izvora, tehnologija istih se usmjerila i ka malim, neumreženim primjenama, katkad u ruralnim sredinama gdje je energija presudna u ljudskom razvitku. Kenija ima najveći svjetski udio malih (20 - 100 W) kućnih sunčevih sustava s preko 30 000 prodanih na godinu.
Klimatske promjene popraćene visokim cijenama fosilnih goriva, vršne vrijednosti nafte (eng. peak oil) i povećanjem potpore vlada usmjere su povećanju zakona i propisa, poticanju i komercijalizaciji obnovljivih izvora energije. Sporazum koji je potpisan u ožujku 2007. od strane predsjedatelja Europske unije, uvjetuje da bi 20% nacionalno proizvedene energije trebala biti iz obnovljivih izvora do 2020. i smanjenje emisija ugljikovog dioksida C02 koji je uzročnik globalnog zatopljenja. Ulaganja u obnovljive izvore su se s 80 milijardi američkih dolara u 2005. popela na rekordnih 100 milijardi u 2006. Energija vjetra je prva proizvodila 1% električne energije, a sunčeva energija nije daleko od toga. Neke velike tvrtke poput BP, General Electric, Sharp i Royal Dutch Shell ulažu u obnovljive izvore energije.

## Hidroenergija
Hidroenergija, hidraulička energija ili energija vode je snaga dobivena iz sile ili energije tekuće vodene mase, koja se može upotrijebiti u čovjeku korisne svrhe. Prije nego što je komercijalna električna energija postala široko dostupna, energija vode se koristila za navodnjavanje i pogon raznih strojeva, poput vodenica, strojeva u tekstilnoj industriji, pilana, lučkih dizalica ili dizala.

### Hidroelektrane
Hidroelektrana  ili hidroelektrična centrala je postrojenje u kojem se potencijalna energija vode najprije pretvara u kinetičku energiju njezinog strujanja, a potom u mehaničku energiju vrtnje vratila vodne turbine te, konačno u električnu energiju u električnom generatoru. Hidroelektranu u širem smislu čine i sve građevine i postrojenja, koje služe za prikupljanje (akumuliranje), dovođenje i odvođenje vode (brana, zahvati, dovodni i odvodni kanali, cjevovodi itd.), pretvorbu energije (vodne turbine, generatori), transformaciju i razvod električne energije (rasklopna postrojenja, dalekovodi) te za smještaj i upravljanje cijelim sustavom (strojarnica i sl).  
Iskorištavanje energije vodnog potencijala ekonomski je konkurentno proizvodnji električne energije iz fosilnih i nuklearnog goriva, zato je hidroenergija najznačajniji obnovljivi izvor energije. U zadnjih trideset godina proizvodnja u hidroelektranama je utrostručena, a njen udio povećan je za 50 %, za to je vrijeme proizvodnja u nuklearnim elektranama povećana za 100 puta, a udio oko 80 puta. Ti podaci pokazuju da se proizvodnja u hidroelektranama brzo povećava, ali značajno zaostaje za proizvodnjom u nuklearnim elektranama (ali i termoelektranama). Razlog takvom stanju leži u činjenici da iskorištavanje hidroenergije ima bitna tehnička i prirodna ograničenja. Glavno ograničenje jest zahtjev za postojanjem obilnog izvora vode kroz cijelu godinu, jer je skladištenje električne energije skupo i vrlo štetno za okoliš, osim toga na određenim lokacijama je za poništavanje utjecaja oscilacija vodostaja potrebno izgraditi brane i akumulacije. Njihovom izgradnjom značajno se povećava investicija, utjecaji na okoliš, potrebna je zaštita od potresa, a u zadnje vrijeme postoje i značajne terorističke prijetnje.
Jednom kada je hidroelektrana završena, nije potreban novac za sve skuplje gorivo, ne stvara se opasan otpad (kao kod nuklearnih elektrana) i stvara gotovo zanemarljivu količinu stakleničkih plinova (za razliku od termoelektrana). U svijetu je instalirano hidroelektrana sa snagom od 777 GW, koje daju 2998 TWh električne energije, u 2006. To je otprilike 20 % svjetske proizvodnje električne energije svih vrsta, ili 88 % od svih obnovljivih izvora energije.

### Male hidroelektrane
Male hidroelektrane su postrojenja u kojima se potencijalna energija vode (transformirana energija sunčeva zračenja) najprije pretvara u kinetičku energiju njezinog strujanja (u statoru vodne turbine), a potom u mehaničku energiju (u rotoru turbine) vrtnje vratila turbine te, konačno, u električnu energiju u generatoru. Svjetski energetski trend posljednjih godina je sve veći iskorak ka obnovljivim izvorima energije. Za male hidroelektrane se smatra da nemaju nikakav štetan utjecaj na okoliš, za razliku od velikih čija se štetnost opisuje kroz velike promjene ekosustava (gradnja velikih brana), utjecaji na tlo, poplavljivanje, utjecaji na slatkovodni živi svijet, povećana emisija metana i postojanje štetnih emisija u čitavom životnom ciklusu hidroelektrane koje su uglavnom vezane za period izgradnje elektrane, proizvodnje materijala i prijevoz. Velike količine vode u cjevovodima pitke vode same se nameću kao potencijalni izvor energije. S obzirom na to da je protok kroz cjevovod postoji kod vodocrpilišta, posebno na dijelu cjevovoda oko izvorišta, vodosprema i crpilišta, gdje se tok vode kroz cijevi uglavnom postiže samom gravitacijskom silom, postavljanje turbine i pripadnih električnih generatora su zahvati koji ne ugrožavaju dobavu pitke vode, a istovremeno proizvode električnu energiju. Danas se za tehnologiju vezanu za hidroenergiju, koja se smatra obnovljivim izvorom energije, može reći da je tehnički najpoznatija i najrazvijenija na svjetskoj razini, s iznimno visokim stupnjem učinkovitosti. 22% svjetske proizvodnje električne energije dolazi iz malih i velikih hidroelektrana.

## Energija vjetra
Energija vjetra se pretvara je u korisni oblik energije, električnu energiju, pomoću vjetroelektrana. U klasičnim vjetrenjačama energiju vjetra pretvaramo u mehaničku, te je kao takvu direktno koristimo za mljevenje žitarica ili pumpanje vode. Krajem 2007. instalirana snaga vjetroelektrana u svijetu bila je 94,1 GW. Trenutno vjetroelektrane pokrivaju tek 1% svjetskih potreba za električnom energijom, dok u Danskoj ta brojka iznosi 19%, Španjolskoj i Portugalu 9%, Njemačkoj i Irskoj 6% (podaci za 2007.). Električnom energijom iz vjetra vjetroelektrane snabdijevaju elektro energetsku mrežu kao što i pojedinačni vjetroagregati napajaju izolirana mjesta. Vjetar je bogat, obnovljiv, lako dostupan i čist izvor energije. Nedostatak vjetra rijetko uzrokuje nesavladive probleme kada u malom udjelu sudjeluje u opskrbi električnom energijom, ali pri većem oslanjanju na vjetar dovodi do većih gubitaka.

### Vjetroelektrane
Vjetroelektrana je niz blisko smještenih vjetroagregata, najčešće istog tipa, izloženih istom vjetru i priključenih posredstvom zajedničkog rasklopnog uređaja na elektroenergetski sustav. Vjetroagregat je rotirajući stroj koji pretvara kinetičku energiju vjetra prvo u mehaničku, a zatim preko električnih generatora u električnu energiju. Pri tome se rotor vjetroturbine i rotor električnog generatora nalaze na istom vratilu. Vjetroelektana je obnovljivi izvor električne energije pokretan kinetičkom energijom vjetra. 
Energija vjetra je u stvari oblik sunčeve energije. Sunce neravnomjerno zagrijava različite dijelove Zemlje i to rezultira različitim tlakovima zraka, a vjetar nastaje zbog težnje za izjednačavanjem tlakova zraka. Postoje dijelovi Zemlje na kojima puše tzv. stalni (planetarni) vjetrovi i na tim područjima je iskorištavanje energije vjetra najisplativije. Dobre položaji su obale mora i oceana (priobalna vjetroelektrana), te pučina mora (plutajuća vjetroelektrana). Pučina se ističe kao najbolji položaj zbog stalnosti vjetrova, ali cijene ugradnje i prijevoza energije usporavaju takva ulaganja.

### Mali vjetroagregati
Mali vjetroagregat je po načinu rada uglavnom jednak velikim vjetroagregatima i s razvojem industrije primjenjuju se novi materijali, čime se bitno poboljšala pouzdanost i raspoloživost uređaja. Paralelno s razvojem velikih vjetroagregata počeli su se razvijati i mali vjetroagregati kao zasebno tržište. Iako ovakav sustav zahtijeva prilična početna ulaganja, cijenom je postao konkurentan tradicionalnim izvorima energije, ako se uzme u obzir cijeli životni vijek postrojenja i izuzeće troškova priključka na električnu mrežu. Malim vjetroagregatima se smatraju jedinice do 10 kW, koje su namijenjene zadovoljenu energetskih potreba na razini kućanstva. 

## Sunčeva energija
Sunčeva energija ili solarna energija je energija Sunca, njegova svjetlost i toplina koju ljudi koriste od davnina uz pomoć raznih tehnologija. Sunčeva svjetlost uz druge obnovljive izvore kao što su vjetar, energija valova i biomasa, se računaju u najčešće dostupne obnovljive izvore energije na Zemlji. Upotrebljava se samo mali dio sunčeve energije od one koja je na raspolaganju. Sunčeva energija pruža električnu energiju pomoću toplinskih strojeva ili fotonaponskih sustava. Jednom pretvorena, njena upotreba je ograničena samo ljudskom genijalnošću. Djelomični popis sunčevih sustava uključuje prostor za grijanje i hlađenje kroz pasivnu solarnu arhitekturu, pitku vodu kroz destilaciju i dezinfekciju, toplinsku energiju za kuhanje i visoku temperaturu procesa topline za industrijske svrhe.
Sunčeve tehnologije su široko karakterizirane ili kao pasivne ili aktivne, ovisno o načinu sakupljanja, pretvaranja i raspodjele sunčevog svjetla. Aktivne tehnike uključuju uporabu fotonaponskih članaka i sunčevih toplovodnih kolektora (s električnom ili mehaničkom opremom) kako bi pretvorili sunčevu svjetlost u korisne izlazne jedinice. Pasivne tehnike uključuju orijentaciju zgrade prema Suncu, odabir materijala s povoljnim termalnim svojstvima ili svojstvima raspršivanja svjetlosti, te projektiranje prostora kod kojih prirodno cirkulira zrak.

### Sunčeve termoelektrane
Solarne termalne elektrane ili sunčeve termoelektrane su izvori električne struje dobivene pretvorbom Sunčeve energije u toplinsku (za razliku od fotovoltaika kod kojih se električna energija dobiva direktno). S obzirom na to da nemaju štetnih produkata prilikom proizvodnje električne energije, a imaju razmjernu dobru efikasnost (20 - 40%), proriče im se svjetla budućnost. Kako je količina energija koja pada na površinu izuzetno velika, izgradnjom takvih elektrana na sunčanim područjima (npr. Sahara) mogao bi se energijom snabdijevati veliki dio potrošača, barem dok ne uzmemo ekonomiju u obzir (Projekt Desertec). Ipak, čak i na manjoj skali mogu postati vrlo bitan faktor (npr. na otocima).
Zbog potrebe za visokim temperaturama, gotovo svi oblici solarnih termalnih elektrana moraju koristiti nekakav oblik koncentriranja Sunčevih zraka s velikog prostora na malu površinu. Kako se tokom dana položaj Sunca na nebu mijenja, tako se stalno mijenja i najpovoljniji kut pod kojim padaju Sunčeve zrake na zrcala, stoga je potrebno ugraditi sustave koji će stalno prilagođavati njihov položaj. Ti sustavi su neophodni kako bi se dobila što veća efikasnost, ali ujedno i najveći čimbenik u vrlo visokim cijenama sunčevih termoelektrana.
Smanjenja u cijeni su moguća skladištenjem topline, a ne struje, jer je takva tehnologija danas jeftinija, a proizvodnja topline je ionako neophodna za rad ovakvog tipa elektrana. Time je moguće također dobivati električnu energiju i onda kada to inače ne bi bilo moguće (za vrijeme smanjene insolacije - mjera energije sunčeve radijacije primljene ili predane od strane određene površine u određenom vremenu).

### Sunčeve fotonaponske elektrane
Fotonaponska elektrana ili sunčeva fotonaponska elektrana je fotonaponski sustav koji ima mrežni sustav, a to znači da proizvedenu električnu energiju predaje u elektroenergetski sustav, za razliku od samostalnog ili otočnog sustava u kojima proizvedenu električnu energiju najčešće skladištimo u baterije ili akumulatore. Fotonaponske elektrane omogućuje izravnu pretvorbu sunčeve energije u električnu i predstavljaju jedan od najelegantnijih načina korištenja energije Sunca. Način rada fotonaponskog (FN) sustava zasniva se na fotonaponskom efektu. Osnovni elektronički elementi u kojima se događa fotonaponska pretvorba nazivaju se sunčani članci. U praktičnim su primjenama sunčani članci međusobno povezani u veće cjeline koje se zovu fotonaponske ploče ili fotonaponski moduli. Fotonaponske ploče osiguravaju mehaničku čvrstoću, te štite sunčane članke i kontakte od korozije i vanjskih utjecaja. Osim fotonaponskih ploča, FN sustav sastoji se od pretvarača (inverter), baterija za pohranu električne energije, regulatora punjenja baterija i dovoda energije potrošačima, zaštitnih uređaja, nosača modula i potrebnih električnih instalacija.

### Sunčev toplovodni sustav
Sunčev toplovodni sustav koristi sunčevu energiju, kao obnovljivi izvor energije, za zagrijavanje potrošne tople vode, toplovodno i toplozračno grijanje prostora, hlađenje prostora, zagrijavanje plivačkih bazena, zagrijavanje vodene pare radi proizvodnje električne energije i drugo. Sunčev toplovodni sustav s prisilnim kruženjem vode se sastoji uglavnom od sunčevih toplovodnih kolektora, sunčevog spremnika topline, pomoćnog grijača, toplovodnih cijevi, te pumpe i regulacijskog sklopa koji njome upravlja. Postoje i takve konstrukcije toplovodnih sustava, koje omogućuju rad sustava bez pumpe i regulacijskog sklopa, a naziva se termosifon ili sunčev toplovodni sustav s prirodnim kruženjem vode.
U sunčevim toplovodnim sustavima najčešće se koriste pločasti sunčevi kolektori, a u novije vrijeme sve više i vakuumski sunčevi kolektori. Temperature radnog medija koji struji kroz kolektore (mješavina voda/glikol) obično se kreću 35 - 65 °C, ovisno o godišnjem dobu, veličini sustava i namjeni. Pločastim sunčevim kolektorima moguće je u radu postići temperature do 85 °C, a vakuumskim do 100 °C, no u većini slučajeva tako visoke temperature nisu potrebne, štoviše one izazivaju veliki pad toplinskog iskorištenja kolektora.

### Konverzija termalne energije oceana
Konverzija termalne energije oceana (eng.: Ocean thermal energy conversion, OTEC) je postupak stvaranja električne energije uz pomoć temperaturne razlike između dubokih i plitkih slojeva oceana za pokretanje toplinskog stroja. Učinkovitost i snaga su bolje time što je razlika temperature veća. Generalno gledajući, temperaturna razlika se povećava s opadajućom zemljopisnom širinom, to jest blizu ekvatora i tropskog pojasa. Najčešća temperatura površine oceana iznosi 27 °C, a u dubokim vodama temperatura rijetko pada ispod 5 °C. Osnovni tehnički izazov OTEC-a je proizvesti značajan dio energije iz jako malih temperaturnih razlika. Maksimalna teoretska učinkovitost ovog sustava postiže se povećanjem djelotvornosti toplinske razmjene u novijim konstrukcijama.

## Geotermalna energija
Geotermalna energija postoji otkad je stvorena Zemlja. Nastaje polaganim prirodnim raspadanjem radioaktivnih elemenata koji se nalaze u zemljinoj unutrašnjosti. Duboko ispod površine voda ponekad dospije do vruće stijene i pretvori se u kipuću vodu ili paru. Kipuća voda može dosegnuti temperaturu od preko 150 ºC, a da se ne pretvori u paru jer je pod visokim tlakom. Kad ta vruća voda dospije do površine kroz pukotinu u zemljinoj kori, zovemo je vrući izvor. Ako izlazi pod tlakom, u obliku eksplozije, zove se gejzir. Vrući izvori se širom svijeta koriste kao toplice, u zdravstvene i rekreacijske svrhe. Vrućom vodom iz dubine Zemlje mogu se grijati staklenici i zgrade. Na Islandu, koji je poznat po gejzirima i aktivnim vulkanima, mnoge zgrade i bazeni griju se geotermalnom vrućom vodom.  Vruća voda i para iz dubine Zemlje mogu se koristiti i za proizvodnju električne energije. Buše se rupe u zemlji i cijevi spuštaju u vruću vodu. Vruća voda ili para (pod nižim tlakom vruća voda pretvara se u paru) uspinje se tim cijevima na površinu. Geotermalna elektrana je kao svaka druga elektrana, osim što se para ne proizvodi izgaranjem goriva već se crpi iz zemlje. Daljnji je postupak s parom isti kao kod konvencionalne elektrane: para se dovodi do parne turbine koja pokreće rotor električnog generatora. Nakon turbine para odlazi u kondenzator, kondenzira se, da bi se tako dobivena voda vratila natrag u geotermalni izvor.

### Geotermalna elektrana
Geotermalna elektrana je kao svaka druga elektrana, osim što se para ne proizvodi izgaranjem fosilnih ili drugih goriva, već se crpi iz zemlje. Daljnji je postupak s parom isti kao kod konvencionalne elektrane: para se dovodi do parne turbine, koja pokreće rotor električnog generatora. Nakon turbine para odlazi u kondenzator, kondenzira se, da bi se tako dobivena voda vratila natrag u geotermalni izvor. Riječ geotermalna dolazi od grčkih riječi geo (zemlja) i therme (toplina). Pod pojmom geotermalna energija smatramo onu energiju koja se može pridobiti iz Zemljine unutrašnjosti i koristiti u energetske ili neke druge svrhe.

## Energija biomase
Pod energijom biomase razumijemo energiju koja se u pravilu oslobađa oksidacijom (gorenje) raznih organskih materijala. Najuobičajeniji i najtradicionalniji način korištenja ove energije je klasična vatra. Smatra se da je otkriće vatre, zapravo njeno kontrolirano korištenje, pokrenulo razvoj i "napredak" ljudske vrste, odnosno civilizacije. Izgleda da je civilizacija sada zatvorila puni krug - nakon što je moderno društvo gotovo zaboravilo drvo i slične materijale kao gorivo, a uljuljano u blagodati moderne, pomodne i jeftine nafte, sada se pojavljuju razne direktive koje traže da se toliko i toliko fosilnih goriva zamijeni gorivima iz obnovljivih organskih izvora.

### Bioelektrane
Bioelektrana je elektrana koja koristi energiju biomase za dobivanje električne energije, a često i toplinske energije za grijanje (kogeneracija). Proizvodnja električne energije iz biomase je slična kao i za fosilna goriva - u termoelektranama; najprije pretvaranje u toplinsku energiju nosilaca (vodena para kod parnih turbina, prirodni plin kod plinskih turbina), pretvaranje u mehaničku, a potom u električnu energiju. Radi povećanja stupnja djelovanja koristi se kogeneracija – istovremena proizvodnja toplinske i električne energije, pri čemu je potreban potrošač topline.
Male kogeneracijske elektrane su višenamjenski objekti, koji iz fosilnih goriva i biomase postupkom kogeneracije proizvode električnu i toplinsku energiju, a u određenim slučajevima proizvodi se i hladna voda za potrebe hlađenja. Goriva za pogon malih kogeneracijskih elektrana su plinovita, tekuća i kruta. Odgovarajuće toplinske snage ovise o vrsti energetskog agregata i kreću se u rasponu od 20 do 20 000 kW.

### Rasplinjavanje
Rasplinjavanje ili uplinjavanje je jedan oblik nepotpunog sagorijevanja krutog goriva (ugljen, biomasa, drveni ugljen, gradski otpad ili slično) kojim nastaje sintetski plin. Zbog zagrijavanja na visokoj temperaturi, kruto gorivo počinje ispuštati zapaljive plinove, koji ne sagorijevaju zbog nedostatka kisika. Dakle, pomoću ovog postupka moguće je od drveta ili nekog drugog oblika biomase, proizvesti drvni plin, koji se može koristiti kao pogonsko gorivo za motore s unutarnjim izgaranjem, najčešće za pogon vozila ili za proizvodnju električne energije pomoću agregata. Rasplinjanjem drveta nastaje mješavina sljedećih zapaljivih plinova: vodik (20%), ugljikov monoksid (20%) i metan (3%). Osim ova tri plina nastaju i dušik i ugljikov dioksid koji nisu zapaljivi.

### Fischer-Tropschov postupak
Fischer-Tropschov postupak jest industrijska metoda dobivanja ugljikovodika iz ugljikova monoksida i vodika (sintetski plin). Postupak, razvijen 1933. su Nijemci primijenili za dobivanje motornih goriva u Drugom svjetskom ratu. Vodik i ugljikov monoksid miješaju se u omjeru 2:1 i prevode pri temperaturi od 200 °C preko nikla ili kobalta kao katalizatora. Dobivena smjesa ugljikovodika može se razdijeliti u dizelsku i benzinsku frakciju. Usavršenim Fischer-Tropschovim postupkom proizvodi se sintetički benzin u Južnoafričkoj Republici, dvama postupcima, tzv. "Sasol" i "Synthol postupcima", a sintetski plin se dobiva od ugljena ili prirodnog plina.
Fischer-Tropschov postupak je dobio naziv po njemačkom kemičaru Franzu Fischeru (1852. – 1932.) i češkom kemičaru Hansu Tropschu (1839. – 1935.), koji su otkrili taj postupak oko 1920. Nakon toga su napravljene mnoge izmjene i slični postupci, kao npr. Fischer-Tropschova sinteza i drugi. Počeo se primjenjivati u Njemačkoj od 1936., tako da je u Drugom svjetskom ratu bilo oko 9% zamjenskog goriva za naftu u njihovoj vojnoj industriji. Stupanj iskorištenja tog postupka se kreće od 25% do 50%.

### Dobivanje energije iz komunalnog otpada
Iskorištavanje komunalnog otpada u svrhu dobivanja energije, ali i adekvatno zbrinjavanje otpada, postalo je nužnost suvremenog razvijenog svijeta. Porastom životnog standarda raste i proizvodnja komunalnog otpada, za čije zbrinjavanje već odavno nisu adekvatna odlagališta na kojima se otpad prethodno ne sortira, mehanički obrađuje, a potom i djelomično reciklira. Velika količina otpada koji se odlaže u blizini većih gradskih naselja ili gradova negativno utječe na zdravlje ljudi, ali i kvalitetu života općenito. Izgaranjem otpada u postrojenju za termičku obradu otpada značajno se smanjuje volumen (do 90 %)  i masa odloženog ostatka izgaranja do 75 %). 

### Biogoriva
Biogoriva su goriva koja se dobivaju preradom biomase. Njihova energija je dobivena fiksacijom ugljika, tj. redukcijom ugljika iz zraka u organske spojeve. Za razliku od ugljika koji oslobađaju fosilna goriva mijenjajući klimatske uvjete na Zemlji, ugljik u biogorivima dolazi iz atmosfere, odakle ga biljke uzimaju tijekom rasta. Iako su fosilna goriva dobivena fiksacijom ugljika, ne smatraju se biogorivima jer sadrže ugljik koji se ne izmjenjuje u prirodi već dugo vremena. Biogoriva postaju popularna zbog rasta cijena nafte, potrebe za sigurnijom dobavom energije, zabrinutosti zbog štetnih emisija stakleničkih plinova. 2010. svjetska proizvodnja biogoriva dosegla je 105 milijardi litara, s porastom od 17% u odnosu na 2009. U prometu ona zauzimaju 2,7%, s najvećim udjelom bioetanola i biodizela. Svjetska proizvodnja bioetanola je dosegla 86 milijardi litara, a najveći proizvođači su Sjedinjene Američke Države i Brazil (zauzimaju 90% svjetske proizvodnje). Najveći proizvođači biodizela su zemlje Europske unije s udjelom od 53% u svjetskoj proizvodnji. Prema podatcima Internacionalne energetske agencije (engl. International Energy Agency), do 2050. biogoriva mogu zadovoljiti četvrtinu svjetske potrebe za gorivima u prometu. Globalno, biogoriva se najčešće koriste za prijevoz i u kućanstvu. Većina goriva za prijevozna sredstva su kapljevita jer vozila zahtijevaju veliku gustoću energije, kao što je ona koja je sadržana u kapljevinama i krutinama. Veliku gustoću energije najlakše i najefikasnije je dobiti motorom s unutarnjim izgaranjem, a on zahtijeva da gorivo bude čisto. Goriva koja najlakše izgaraju su kapljevita i plinovita (mogu se ukapljivati), praktična su za prijenos i izgaraju čisto (bez krutih produkata).

#### Bioetanol
Bioetanol je etanol koji se proizvodi od biomase i/ili biorazgradivoga (celuloznog) dijela otpada, da bi se koristio kao biogorivo. Etanol se može koristiti u motorima s unutarnjim izgaranjem uz dodavanje benzinu ili kao njegova potpuna zamjena. Za dodavanje do 20% etanola u benzin nisu potrebne nikakve preinake ni zahvati na motoru, dok za dodavanje većeg udjela ili za pogon samo na etanol treba djelomično modificirati motor, što poskupljuje cijenu takvih vozila za oko 5 do 10%. Vozilo s bioetanolom može dostići oko 2/3 dometa benzinskog vozila iste veličine spremnika, što se nadomješta korištenjem etanola pomiješanog s benzinom. Etanol koji se koristi u vozilima kao gorivo je denaturiran, što znači da su mu dodana sredstva koja sprečavaju konzumaciju (npr. mala količina, 2-5% benzina).

#### Biodizel
Biodizel je općenito naziv za gorivo dobiveno iz bioloških izvora koje se može koristiti u nemodificiranim dizelskim motorima umjesto uobičajenog plinskog ulja. Biodizel je ustvari komercijalni naziv za metil-ester, koji se nalazi na tržištu tekućih goriva i prodaje krajnim korisnicima. To je standardizirano tekuće nemineralno gorivo, neotrovno, biorazgradivo i nadomjestak za fosilno gorivo (dizel). Metil-ester (ME) je kemijski spoj dobiven reakcijom (transesterifikacija) biljnog ulja (uljana repica, suncokret, soja, palma, ricinus itd.) ili životinjske masti, s metanolom, u prisutnosti katalizatora. 
Biodizel se najčešće dobiva iz biljnih ulja transesterifikacijom triglicerida. Pri tome zamjenom glicerola s metanolom od jedne molekule triglicerida nastaju tri molekule monoalkilnih estera pa su zbog smanjenja molekulske mase fizička svojstva biodizela pogodna za korištenje u nemodificiranim motorima. Može se proizvoditi iz biljnih ulja, recikliranog otpadnog jestivog ulja ili životinjske masti, procesom transesterifikacije, pri čemu kao sporedni proizvod nastaje glicerol. Izbor osnovne sirovine za dobivanje biodizela zavisi od odgovarajućih uvjeta i prilika, pa se u Europi se za proizvodnju biodizela najviše koristi ulje uljane repice (82,8%) i ulje suncokreta (12,5%), dok se u Americi najviše koristi ulje soje, a u azijskim zemljama se koristi i palmino ulje. Treba napomenuti da biodizel nije isto što i biljna ulja, koja se koriste u nekim dizel vozilima (sama ili pomiješana s fosilnim dizel gorivima).

#### Bioplin
Bioplin je plinovito gorivo koji se dobiva anaerobnom razgradnjom ili fermentacijom organskih tvari, uključujući gnojivo, kanalizacijski mulj, komunalni otpad ili bilo koji drugi biorazgradivi otpad. Sastoji se uglavnom od metana i ugljikovog dioksida. U budućnosti bi mogao biti važan izvor energije (energetika). Bioplin tj. smjesa plinova u kojoj je većina metan može se dobiti od svake biomase. Biomasa je sva organska tvar nastala rastom bilja i životinja. Od svih  obnovljivih izvora energije, najveći se doprinos u bližoj budućnosti očekuje od biomase. Svake godine na zemlji nastaje oko 2.000 milijardi tona suhe biomase. Za hranu se od toga koristi oko 1,2%, za papir 1%, i za gorivo 1%. Ostatak, oko 96% trune ili povećava zalihe obnovljivih izvora energije. Od biomase se mogu proizvoditi obnovljivi izvori energije kao što su bioplin, biodizel, biobenzin, bioetanol, a suha masa se može mljeti u sitne komadiće pelete, koji se mogu spaljivati u automatiziranim pećima za proizvodnju topline i električne energije.  

### Biogoriva druge generacije
Biogoriva druge generacije dobivaju se preradom poljoprivrednog i šumskog otpada. Za razliku od prve generacije, biogoriva ove generacije znatno bi mogla smanjiti emisiju ugljikovog dioksida CO2, a uz to ne koriste izvore hrane kao temelj proizvodnje i neke vrste osiguravaju bolji rad motora.

## Energija plime i oseke
Energija plime i oseke spada u oblik hidroenergije koja gibanje mora uzrokovano mjesečevim mjenama ili padom i porastom razine mora koristi za pretvorbu u električnu energiju i druge oblike energije. Za sad još nema većih komercijalnih dosega na eksploataciji te energije, ali potencijal nije mali. Energija plime i oseke ima potencijal za stvarnje električne energije u određenim dijelovima svijeta, odnosno tamo gdje su morske mijene izrazito naglašene. Morske mijene su predvidljivije od energije vjetra i sunčeve energije. Taj način proizvodnje električne energije ne može pokriti svjetske potrebe, ali može dati veliki doprinos u obnovljivim izvorima. Razlika u visini plime i oseke varira između (4,5-12,5 m) ovisno o geografskoj lokaciji. Npr. amplitude plime i oseke u Jadranskom moru su 1 m, a na Atlantskom, Tihom i Indijskom oceanu prosječno od 6 do 8 m. Na pojedinim mjestima obale u zapadnoj Francuskoj i u jugozapadnom dijelu Velike Britanije amplituda dostiže i više od 12 m. Na zapadnoeuropskoj atlantskoj obali vremenski razmak između dvije plime iznosi 12 sati i 25 minuta, a na obalama Indokine nastaje samo jedna plima u 24 sata. Za ekonomičnu proizvodnju je potrebna minimalna visina od 7 m. Procjenjuje se da na svijetu postoji oko 40 lokacija pogodnih za instalaciju plimnih elektrana.

## Energija valova
Elektrane na valove su elektrane koje koriste energiju valova za proizvodnju električne energije. Energija valova je obnovljivi izvor energije. To je energija uzrokovana najvećim dijelom djelovanjem vjetra o površinu oceana. Snaga valova se razlikuje od dnevnih mijena plime/oseke i stalnih cirkularnih oceanskih struja.  Za korištenje energije valova moramo odabrati lokaciju na kojoj su valovi dovoljno česti i dovoljne snage. Energija vala naglo opada s dubinom vala, te tako u dubini od 50 m iznosi svega 2% od energije neposredno ispod površine. Snaga valova procjenjuje se na 2 x 109 kW, čemu odgovara snaga od 10 kW na 1 metar valjne linije. Ta snaga varira ovisno o zemljopisnom položaju, od 3 kW/m na Mediteranu do 90 kW/m na Sjevernom Atlantiku. Energija valova tijekom vremena varira (više i većih valova ima u zimskom periodu ) i ima slučajni karakter. Stvaranje snage iz valova trenutno nije široko primijenjena komercijalna tehnologija, iako su postojali pokušaji njenog korištenja još od 1890. U 2008. pokušano je napraviti zglobni plutajući prigušnik Pelamis u Portugalu, u hidroelektrani na valove Aguçadoura. Koristila je 3 zglobna plutajuća prigušnika Pelamis P-750 i imala ukupno instaliranu snagu 2,25 MW. U studenom iste godine električni generatori su izvađeni iz mora, a u ožujku 2009. projekt je zaustavljen na neodređeno vrijeme. Druga faza projekta u kojoj je trebalo biti ugrađeno dodatnih 25 Pelamis P-750 strojeva i koja je trebala povećati snagu na 21 MW, je u pitanju zbog povlačenja nekih partnera s projekta.

## Dobivanje energije osmozom
Dobivanje energije osmozom je proces dobivanja električne energije temeljen na procesu osmoze. Elektrane koje rade na principu osmoze posjeduju dva vodena spremnika ispunjena vodom različitog stupnja saliniteta. Zbog razlike koncentracije natrijevog klorida između dva spremnika ispunjenih tekućinom dolazi do pojave osmoze. Koncentracija natrijevog klorida u odvojenim spremnicima teži izjednačavanju te stoga slatka voda počinje, kroz polupropusnu membranu koja osigurava jednosmjeran tok vode, protjecati u spremnik sa slanom vodom. Tlak koji se javlja u spremniku slane vode, jednak je tlaku na dubini od 120 metara pod morem, te ga je moguće iskoristiti za pogon turbine u generatoru. Tehnologija dobivanja energije osmozom u potpunosti se temelji na obnovljivim izvorima.

## Vodikova ekonomija
Vodikova ekonomija ili ekonomija vodika je ideja promjene svjetske ekonomije energije ovisne o nafti u onu temeljenu na vodiku. Kada se govori o vodikovoj ekonomiji, u prvom redu se misli na ekološki prihvatljivu proizvodnju vodika u velikim količinama i primjenu u dva velika područja: prijevozu i energetici. Glavni razlog je zagađenje koje izazivaju automobili s pogonom na fosilna goriva (ugljikovodike). Samo u SAD 2001., emisija iz motornih vozila bila je veća od 500 milijuna tona ekvivalentnog ugljika. Prije skoro 50 godina u znanstvenoj i tehničkoj literaturi najavljena je uporaba vodika kao primarnog energetskog izvora u prijevozu i elektroenergetici. Kasnih 1960-tih godina, u NASA Apollo programu upotrijebljena je gorivi članak na vodik kao energetski izvor. U 2003. predsjednik SAD-a Bush i predsjednik EU Prodi potvrdili su viziju vodikove ekonomije. Američko ministarstvo za energiju inicirao je uporabu vodikova goriva, prema kojoj bi vodikova era započela 2024.
Ideja o vodikovoj ekonomiji nije tako nova. Još 1875. francuski pisac Jules Verne prorekao je da komponente vode, vodik i kisik, mogu osigurati neograničene količine električne energije i topline. Ali sve do danas, to je ostala znanstvena fantastika. Čovječanstvo ipak postaje sve svjesnije da put kojim ide u energetici ne vodi nikuda. Korištenje pretežito fosilnih goriva za dobivanje energije dovelo je već do velikih globalnih problema (globalno zatopljenje, povećanje stakleničkih plinova, porast razine mora), rješenje kojih već sada traži visoku cijenu.

### Gorivi članak
Gorivi članak je elektrokemijski uređaj koji služi za neposrednu konverziju kemijske energije, sadržane u nekom kemijskom elementu ili spoju, u istosmjernu električnu struju. Gorivi se članak, isto tako kao i baterija, sastoji iz dviju elektroda uronjenih u isti elektrolit. Na anodi gorivog članka oksidira gorivo, tj. neki kemijski element ili spoj visokog sadržaja unutrašnje energije. Elektroni, proizvedeni oksidacijom goriva, odvode se od anode vanjskim krugom vodiča i preko trošila (otpornik, električni motor istosmjerne struje, žarulja i sl.) do katode. Na katodi neki se drugi element ili spoj (oksidans) reducira zahvatom elektrona proizvedenih na anodi. Produkti reakcije, negativni i pozitivni ioni, spajaju se u elektrolitu, a nastali produkt odvodi se iz gorivog članka. Često je konačni produkt reakcije isti kao da je gorivo izgorjelo u oksidansu uz direktnu pretvorbu kemijske u unutrašnju termičku energiju. Odatle i potječe naziv gorivi članak. Gorivi članci su visoko djelotvorni pretvarači energije. Bez pokretnih su dijelova i rade bez buke. Primjena gorivih članaka ograničena je za sada na svemirske letjelice i u neke vojne svrhe, dakle tamo gdje visoka nabavna cijena nije primarna.